# Басов, Анатолий Иванович
Анатолий Иванович Басов (род. 24 октября 1944 года) — советский военачальник, командующий воздушными армиями СССР, 6-й армией ВВС и ПВО России, Заслуженный военный лётчик Российской Федерации, генерал-лейтенант авиации.

## Биография
Анатолий Иванович Басов родился 24 октября 1944 года в городе Омске. В 1963 году поступил, а в 1967 году окончил Армавирское ВВАУЛ. До 1971 года служил в строевых частях ВВС. В 1974 году капитан Басов окончил Военно-воздушную академию имени Ю. А. Гагарина. По окончании академии — на летных командных должностях. Командовал эскадрильей, полком. В 1984 году окончил Высшие академические курсы при Военно-воздушной академии имени Ю. А. Гагарина, назначен заместителем командира, а затем командиром 28-й истребительной авиационной дивизии.
В 1989 году Анатолий Иванович окончил Военную академию Генерального штаба. Командовал авиационным корпусом. В феврале 1991 года назначен заместителем командующего 17-й воздушной армией Киевского военного округа, в декабре 1991 года назначен командующим 17-й воздушной армией. Присягу Украине не принял, и с марта 1992 назначен командующим 4-й воздушной армией. С ноября 1993 года — командующий 76-й воздушной армией, а после объединения ВВС И ПВО — командующий 6-й армией ВВС и ПВО (с июля 1998 года). С апреля 2000 года в запасе.
Проживает в Санкт-Петербурге. Работает в авиакомпании Пулковские авиалинии. С марта 2014 года — Председатель Общественного совета при Северо-Западном межрегиональном территориальном управлении воздушного транспорта Федерального агентства воздушного транспорта.
Одним из первых освоил самолет Су-27 в строевых частях. Военный лётчик 1-го класса. Заслуженный военный лётчик Российской Федерации.

## Звания
- Генерал-майор авиации
- Генерал-лейтенант авиации — 1992 год.

## Награды
Награждён орденом Красной Звезды, медалями.

## Премии
Лауреат премия Правительства Российской Федерации за значительный вклад в развитие Военно-воздушных сил (17 декабря 2012) — за организацию и руководство строительством и развитием Военно-воздушных сил на соответствующих командных должностях.